# Ђон Арамбуру
Ђон Микел Арамбуру Мехијас (шп. Jon Mikel Aramburu Mejías; Каракас, 23. јул 2002) је венецуелански  фудбалер баскијског порекла који тренутно наступа за Реал Сосиједад. Игра на позицији десног бека.

## Успеси
Депортиво Ла Гваира
- Прва лига Венецуеле  (1) : 2020.[5]